# Mont Kolafau
Mont Kolafau (znany także jako Mount Bougainville) – najwyższy szczyt wyspy Alofi w archipelagu Wysp Hoorn (francuskie terytorium zależne Wallis i Futuna). Wznosi się na wysokość 412 m n.p.m.